# Morris Meredith Williams
Morris Meredith Williams (1881-1973) est un peintre et illustrateur britannique.

## Biographie
Né à Cowbridge, pays de Galles, Williams étudie à la Slade School of Fine Art de Londres. Il épouse la sculptrice Alice Meredith Williams (en) en 1906 et ceux-ci vivent à Édimbourg jusqu'en 1929, date à laquelle ils déménagent dans le comté de Devon.

## Travaux
Williams a travaillé dans le paysage et la peinture de genre, le vitrail, la gravure et l'illustration. Il a exposé à la Royal Academy de Londres et à la Royal Scottish Academy. Plusieurs de ses travaux sont détenus par des musées et galeries de Liverpool. Il a dessiné des figures navales et militaires pour la frise, avec sa femme pour modèle, du Scottish National War Memorial au château d'Édimbourg,.

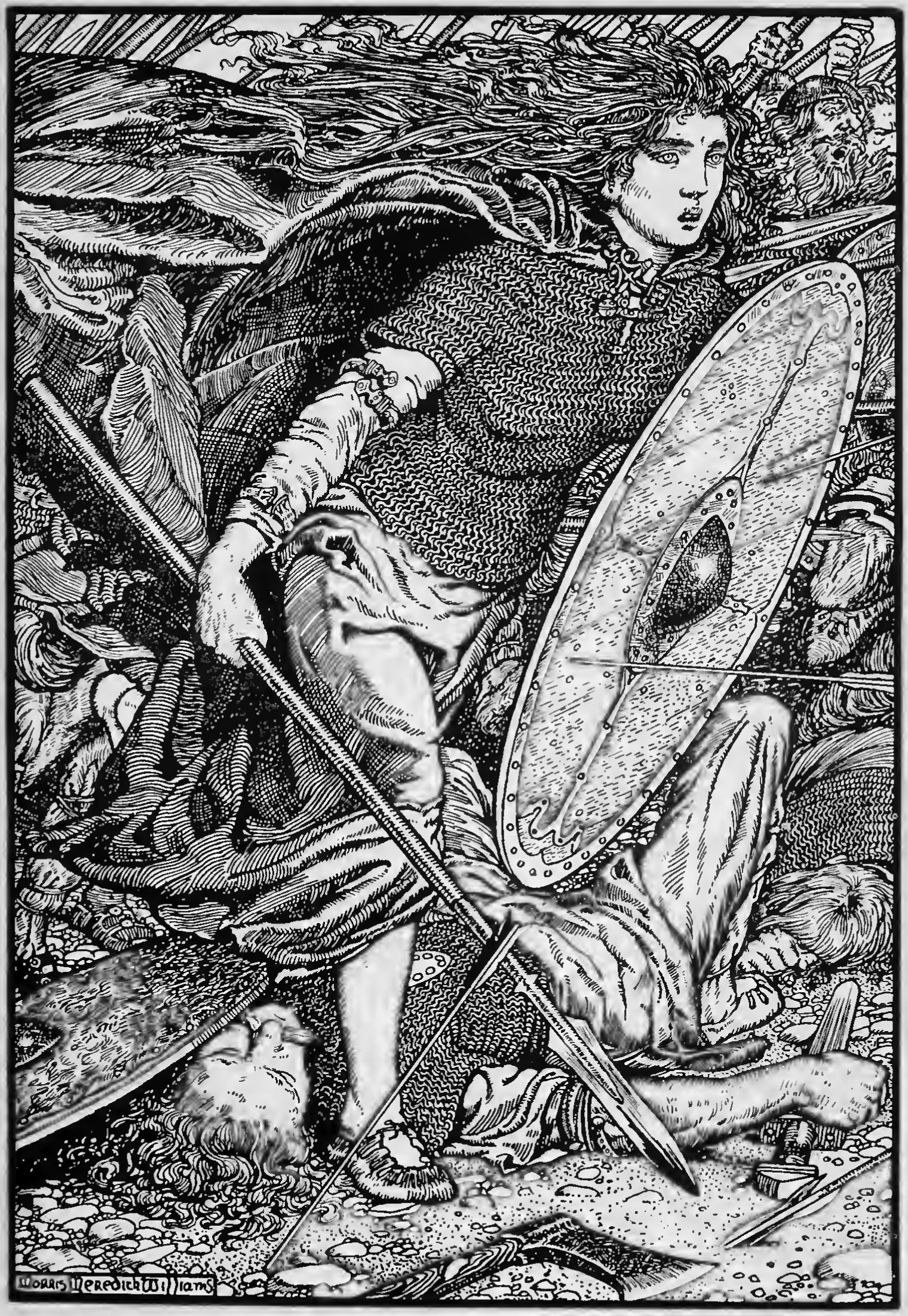
Illustration de la skjaldmö Lagertha (1913)
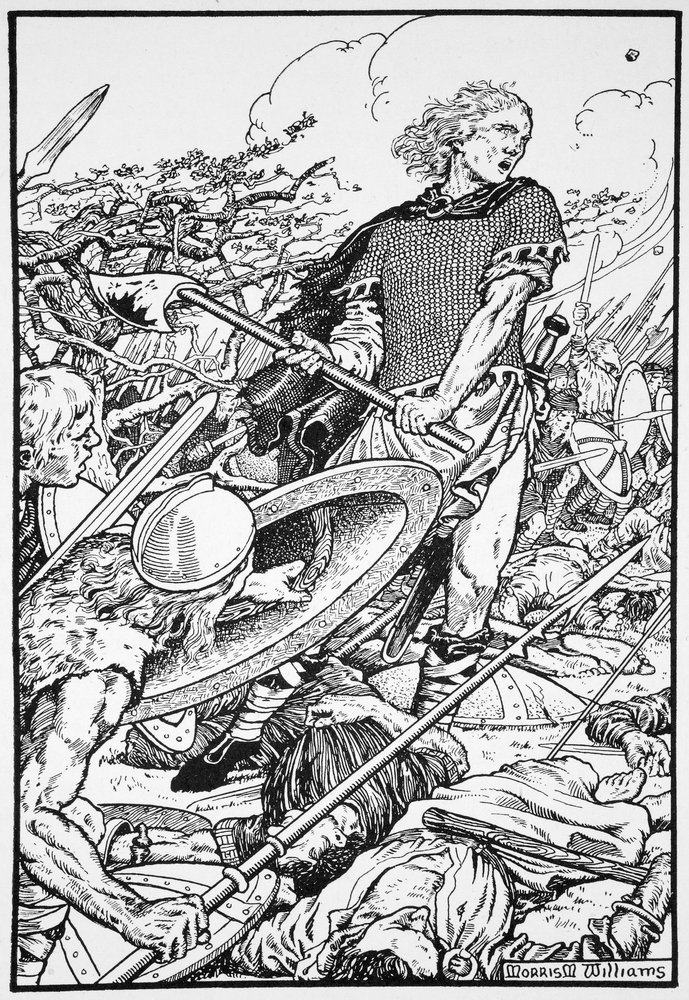
Alfred le Grand à la bataille de Ashdown (1913)
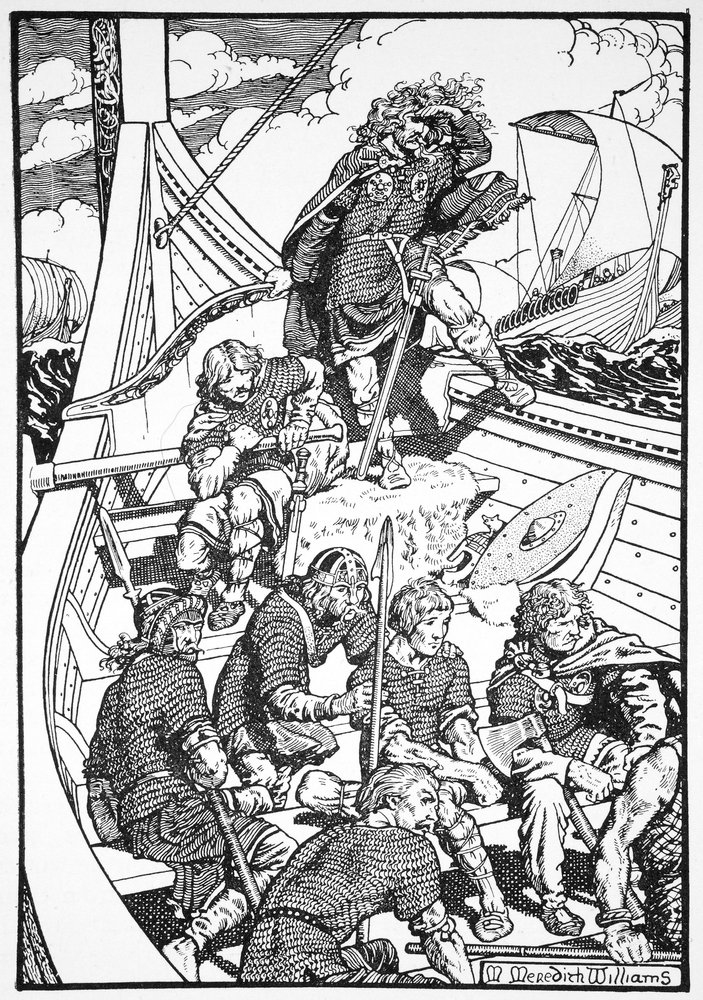
Harald Ier de Norvège (1913)
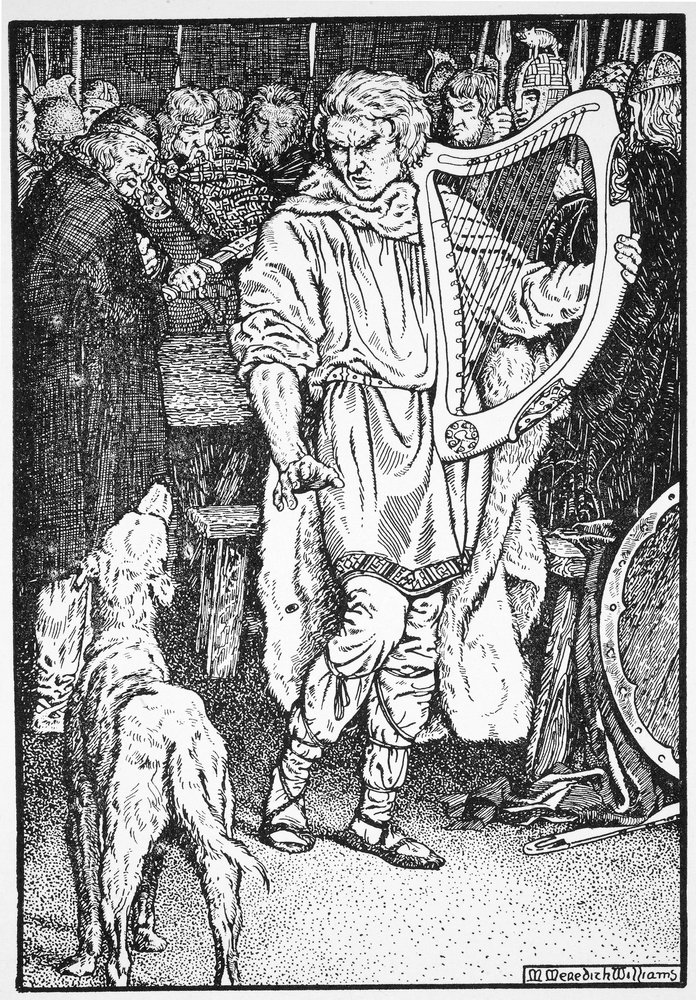
Olaf Kvaran (1913)